# Wapen van Aalten (gemeente)

Het wapen van Aalten

Het wapen van Aalten is het wapen van de gemeente Aalten, bestaande uit een doorsneden schild met boven het oude wapen van Aalten (1818) en onder de zwaarden uit het wapen van Dinxperlo (1897). De beschrijving luidt:
"Doorsneden; I. In zilver een geplante lindeboom van sinopel; II. In sabel twee omgekeerde schuingekruiste zwaarden van zilver, beide bovenaan omstrengeld door een strop van goud met afhangende uiteinden. Het schild gedekt met een gouden kroon van drie bladeren en twee parels."

## Geschiedenis
Het wapen voor de gemeente Aalten werd op 3 oktober 1815 aangevraagd door toenmalig burgemeester Christiaan Casper Stumph en moet volgens zijn bijschrift op zeer oude gerechtelijke afgiften zijn voorgekomen. Voor die tijd had de burgemeester zich moeten bedienen met zijn eigen familiewapen. De "zeer oude gerechtelijke afgiften" bleek een stempel te zijn die Aalten als municipaliteit tussen 1795 en 1798 in gebruik had totdat zij werd ondergebracht in het Ambt Bredevoort dat gebruik maakte van een zegel met daarop de letters "AB". Onduidelijk is de oorsprong van het boomwapen, hoewel er een verband lijkt te bestaan met omliggende plaatsen. Bredevoort en Groenlo voerden in oude tijden ook een boom in hun wapen, evenals het nabijgelegen Duitse Bocholt die nog altijd een boomwapen in gebruik heeft. De betekenis van de boom is onduidelijk. Het zou een vrijheidsboom kunnen zijn, of ontleend aan een vrijstaande Lindeboom op de Aaltense Es nabij begraafplaats Berkenhove, die daar al in de 18e eeuw stond en in de eerste helft van de 19e eeuw en na de Tweede Wereldoorlog opnieuw aangeplant werd. De betekenis van die boom blijft echter in nevelen gehuld. 
De omschrijving van het eerste wapen van Aalten luidt:
"Van zilver beladen met een groenen boom, staande op een grond van hetzelfde."
De gemeente werd op 7 oktober 1818 met het wapen bevestigd.

### Gemeentelijke herindeling
Na de Franse tijd werd in de jaren 1811-1812 het Ambt Bredevoort opgesplitst in vier gemeenten (Aalten, Bredevoort, Dinxperlo en Winterswijk). Aalten werd de hoofdplaats van de gelijknamige gemeente. Bredevoort werd in 1818 aan Aalten toegevoegd. Tijdens de gemeentelijke herindeling van 2005 werd ook de gemeente Dinxperlo aan Aalten toegevoegd. 
Op 15 december 2009 werd een werkgroep opgericht om een nieuw wapen voor de nieuwe gemeente samen te stellen. De komst van het nieuwe wapen heeft politiek nogal wat voeten in de aarde gehad. De gouden stroppen vielen niet in de smaak bij de gemeente. Het college oordeelde dat het voorstel van de Hoge Raad van Adel 'geen vriendelijk beeld' uitstraalde. Het wapen combineert de boom van Aalten met de gestropte zwaarden van Dinxperlo. Ondanks dat een nieuw wapen op 8 juni 2010 aan de gemeente Aalten werd verleend, blijkt echter dat in de praktijk nog altijd het oude boomwapen en vlag door de gemeente in gebruik is.

## Verwante wapens

Het oude wapen van Aalten uit 1818.
Wapen van Dinxperlo